# Segunda Categoría de Esmeraldas
El Campeonato Provincial de la Segunda Categoría de Esmeraldas es un torneo oficial de fútbol de ascenso en la provincia de Esmeraldas. Es organizado anualmente por la Asociación de Fútbol No Amateur de Esmeraldas (AFE). Los tres mejores clubes (campeón, subcampeón y tercer lugar) clasifican al torneo de Ascenso Nacional por el ascenso a la Serie B, además el campeón provincial clasificará a la primera fase de la Copa Ecuador.

## Palmarés
| Temporada | Campeón                                                                                 | Subcampeón                                                                 |
| --------- | --------------------------------------------------------------------------------------- | -------------------------------------------------------------------------- |
| 1982      | [[Archivo:\|20x20px\|border\|Bandera de Esmeraldas (Ecuador)]] Atlético Esmeraldas (1)  | ?                                                                          |
| 1983      | Esmeraldas Petrolero (1)                                                                | Juvenil (1)                                                                |
| 1984      | Juvenil (1)                                                                             | Esmeraldas Petrolero (1)                                                   |
| 1985      | Juventus (1)                                                                            | 5 de Agosto (1)                                                            |
| 1986      | Juventus (2)                                                                            | Juvenil (2)                                                                |
| 1987      | Juventus (3)                                                                            | 5 de Agosto (2)                                                            |
| 1988      | Juvenil (2)                                                                             | 5 de Agosto (3)                                                            |
| 1989      | Esmeraldas S. C. (1)                                                                    | Juvenil (3)                                                                |
| 1990      | Esmeraldas S. C. (2)                                                                    | Esmeraldas Petrolero (2)                                                   |
| 1991      | Esmeraldas Petrolero (2)                                                                | Esmeraldas S. C. (1)                                                       |
| 1992      | Esmeraldas S. C. (3)                                                                    | Juventus (1)                                                               |
| 1993      | Esmeraldas S. C. (3)                                                                    | Esmeraldas Petrolero (3)                                                   |
| 1994      | ?                                                                                       | ?                                                                          |
| 1995      | Esmeraldas Petrolero (3)                                                                | Amistad (1)                                                                |
| 1996      | Esmeraldas Petrolero (4)                                                                | ?                                                                          |
| 1997      | ?                                                                                       | ?                                                                          |
| 1998      | Esmeraldas Petrolero (5)                                                                | Juvenil (4)                                                                |
| 1999      | Juventus (4)                                                                            | ?                                                                          |
| 2000      | UDJ (1)                                                                                 | Juvenil (5)                                                                |
| 2001      | Juventus (5)                                                                            | ?                                                                          |
| 2002      | ?                                                                                       | ?                                                                          |
| 2003      | ?                                                                                       | ?                                                                          |
| 2004      | Esmeraldas Petrolero (6)                                                                | [[Archivo:\|20x20px\|border\|Bandera de Esmeraldas (Ecuador)]] Huracán (1) |
| 2005      | [[Archivo:\|20x20px\|border\|Bandera de Esmeraldas (Ecuador)]] Tácito Ortiz Urriola (1) | [[Archivo:\|20x20px\|border\|Bandera de Esmeraldas (Ecuador)]] Huracán (2) |
| 2006      | 5 de Agosto (1)                                                                         | Brasilia (1)                                                               |
| 2007      | Atlético Valencia (1)                                                                   | Alianza del Pailón (1)                                                     |
| 2008      | Esmeraldas S. C. (4)                                                                    | Atacames S. C. (1)                                                         |
| 2009      | Juvenil (3)                                                                             | Juventus (2)                                                               |
| 2010      | Rocafuerte (1)                                                                          | Juvenil (6)                                                                |
| 2011      | Alianza del Pailón (1)                                                                  | Rocafuerte (1)                                                             |
| 2012      | Alianza del Pailón (2)                                                                  | Rocafuerte (2)                                                             |
| 2013      | Rocafuerte (2)                                                                          | Vargas Torres (1)                                                          |
| 2014      | Esmeraldas Petrolero (7)                                                                | Deportivo Quinindé (1)                                                     |
| 2015      | Esmeraldas Petrolero (8)                                                                | Alianza del Pailón (2)                                                     |
| 2016      | Atacames S. C. (1)                                                                      | Nazaret (1)                                                                |
| 2017      | Juventus (6)                                                                            | 5 de Agosto (4)                                                            |
| 2018      | Brasilia (1)                                                                            | Rocafuerte (3)                                                             |
| 2019      | Vargas Torres (1)                                                                       | Esmeraldas F. C. (1)                                                       |
| 2020      | Atacames S. C. (2)                                                                      | Vargas Torres (2)                                                          |
| 2021      | Vargas Torres (2)                                                                       | Atacames S. C. (2)                                                         |
| 2022      | Vargas Torres (3)                                                                       | Atacames S. C. (3)                                                         |
| 2023      | Atlético Quinindé (1)                                                                   | Esmeraldas Petrolero (4)                                                   |
| 2024      | 22 de Julio (1)                                                                         | Atacames S. C. (4)                                                         |
| 2025      | Por definir                                                                             | Por definir                                                                |

## Estadísticas por equipo

### Campeonatos
| Equipo                                                                              | Títulos | Subtítulos | Temporadas campeón                              | Temporadas subcampeón               |
| ----------------------------------------------------------------------------------- | ------- | ---------- | ----------------------------------------------- | ----------------------------------- |
| Esmeraldas Petrolero                                                                | 8       | 4          | 1983, 1991, 1995, 1996, 1998, 2004, 2014, 2015. | 1984, 1990, 1993, 2023.             |
| Juventus                                                                            | 6       | 1          | 1985, 1986, 1987, 1999, 2001, 2017.             | 1992, 2009.                         |
| Esmeraldas S. C.                                                                    | 4       | 1          | 1990, 1992, 1993, 2008.                         | 1991.                               |
| Juvenil                                                                             | 3       | 6          | 1984, 1988, 2009.                               | 1983, 1986, 1989, 1998, 2000, 2010. |
| Vargas Torres                                                                       | 3       | 1          | 2019, 2021, 2022.                               | 2020.                               |
| Atacames S. C.                                                                      | 2       | 4          | 2016, 2020.                                     | 2008, 2021, 2022, 2024.             |
| Rocafuerte                                                                          | 2       | 3          | 2010, 2013.                                     | 2011, 2012, 2018.                   |
| Alianza del Pailón                                                                  | 2       | 2          | 2011, 2012.                                     | 2007, 2015.                         |
| 5 de Agosto                                                                         | 1       | 4          | 2006.                                           | 1985, 1987, 1988, 2017.             |
| Atlético Quinindé                                                                   | 1       | 1          | 2023.                                           | 2016.                               |
| Atlético Valencia                                                                   | 1       | 1          | 2007.                                           | 1995.                               |
| Brasilia                                                                            | 1       | 1          | 2018.                                           | 2006.                               |
| 22 de Julio                                                                         | 1       | 0          | 2024.                                           |                                     |
| [[Archivo:\|20x20px\|border\|Bandera de Esmeraldas (Ecuador)]] Atlético Esmeraldas  | 1       | 0          | 1982.                                           |                                     |
| [[Archivo:\|20x20px\|border\|Bandera de Esmeraldas (Ecuador)]] Tácito Ortiz Urriola | 1       | 0          | 2005.                                           |                                     |
| UDJ                                                                                 | 1       | 0          | 2000.                                           |                                     |
| [[Archivo:\|20x20px\|border\|Bandera de Esmeraldas (Ecuador)]] Huracán              | 0       | 2          |                                                 | 2004, 2005.                         |
| Deportivo Quinindé                                                                  | 0       | 1          |                                                 | 2014.                               |
| Esmeraldas F. C.                                                                    | 0       | 1          |                                                 | 2019.                               |

### Estadísticas por Cantón
| Cantón      |    | Títulos |    | Subtítulos |  |
| ----------- | -- | --- | -- | --- |  |
| Esmeraldas  | 31 | Esmeraldas Petrolero (8) Juventus (6) Esmeraldas S. C. (4) Juvenil (3) Vargas Torres (3) Rocafuerte (2) 22 de Julio (1) 5 de Agosto (1) [[Archivo:\|20x20px\|border\|Bandera de Esmeraldas (Ecuador)]] Atlético Esmeraldas (1) Atlético Valencia (1) [[Archivo:\|20x20px\|border\|Bandera de Esmeraldas (Ecuador)]] Tácito Ortiz Urriola (1) | 23 | Juvenil (6) 5 de Agosto (4) Esmeraldas Petrolero (4) Rocafuerte (3) [[Archivo:\|20x20px\|border\|Bandera de Esmeraldas (Ecuador)]] Huracán (2) Esmeraldas F. C. (1) Esmeraldas S. C. (1) Juventus (1) Vargas Torres (1) |  |
| Quinindé    | 3  | Atlético Quinindé (1) Brasilia (1) UDJ (1) | 3  | Brasilia (1) Deportivo Quinindé (1) Nazaret (1) |  |
| Atacames    | 2  | Atacames S. C. (2) | 3  | Atacames S. C. (3) |  |
| San Lorenzo | 2  | Alianza del Pailón (2) | 2  | Alianza del Pailón (2) |  |
| Muisne      |    | | 1  | Amistad (1) |  |